# A buborék srác
Az A buborék srác (eredeti címe: Bubble Boy) 2001-es amerikai fekete humorú vígjáték, amelyet Blair Hayes rendezett. A forgatókönyvet Cinco Paul és Ken Daurio készítette az 1976-os The Boy in the Plastic Bubble című film alapján. A produkció főszerepében Jake Gyllenhaal, Swoosie Kurtz és Marley Shelton. 2001. augusztus 23-án mutatták be az Egyesült Államokban. Magyarországon videokazettán jelent meg 2002. április 25-én.

## Cselekmény
Az immunrendszer nélkül született Jimmy Livingston egy sterilizált kupolában él kaliforniai otthonának hálószobájában, és ráaggatják a buborék srác gúnynevet. Mikor Jimmy megtudja, hogy gyermekkori barátja, Chloe, férjhez megy, mobilruhát épít magának, és elhatározza, hogy megakadályozza az esküvőt. 
Útját különböző személyek segítik vagy hátráltatják, beleértve a szüleit, a szabadjára engedett freakshow mutatványosokat és a szektásokat. Jimmy megpróbálja felhívni Chloét egy New York-i benzinkútról, de a vőlegény veszi fel a telefont, és elhiteti Jimmy-vel, hogy Chloe nem szereti őt.
A férfi az apja buzdítására repülőre száll, és megérkezik az esküvő helyszínére. Jimmy leveti a ruháját, megcsókolja Chloét és összeesik. Az anyja végül beismeri, hogy Jimmy-nek ötéves kora óta tökéletes az egészsége, csak ő volt túlzottan gondoskodó és ragaszkodó. Jimmy és Chloe összeházasodnak, és az esküvőn az összes szereplő felsorakozik vendégként, hogy megünnepeljék őket.

## Szereplők
| Szerep                 | Színész            | Magyar hangja     |
| ---------------------- | ------------------ | ----------------- |
| Jimmy Livingston       | Jake Gyllenhaal    | Simonyi Balázs    |
| Mrs Livingston         | Swoosie Kurtz      | Kiss Mari         |
| Chloe                  | Marley Shelton     | Nemes Takách Kata |
| Slim                   | Danny Trejo        | Ujlaki Dénes      |
| Mr Livingston          | John Carroll Lynch | Bácskai János     |
| Nyomi doki             | Verne Troyer       | Szokol Péter      |
| Mark                   | Dave Sheridan      | Welker Gábor      |
| Pushpop                | Brian George       | Halmágyi Sándor   |
| Pappy / Pippy          | Patrick Cranshaw   | Baranyi László    |
| Lisa                   | Ever Carradine     | n.a               |
| Lil'Zip                | Beetlejuice        | Szabó Győző       |
| a nagylábú ember       | Matthew McGrory    | Thuróczy Szabolcs |
| férfi a buszmegállóban | Zach Galifianakis  | Csuha Lajos       |
| Lorraine               | Arden Myrin        | n.a               |
| Todd                   | Pablo Schreiber    | Moser Károly      |
| Perris seriff          | Gary Bullock       | Imre István       |
| Gil                    | Fabio Lanzoni      | Tarján Péter      |
| dolgozó lány           | Stacy Keibler      | n.a               |

## Fogadtatás

### Kritikai visszhang
A filmet vegyes kritikák érték. A Rotten Tomatoeson 32%-os minősítést ért el 85 értékelés alapján, az összefoglaló szerint: „A buborék srác béna, sértő humorral pattog, ami inkább ízléstelen, mint vicces.”. Michael Wilmington a Chicago Tribune-től azt írta: „Ez az elképesztően ízléstelen, undorító vígjáték tele van kegyetlen viccekkel, ostoba karakterekkel, nyálas szentimentalizmussal és értelmetlen helyzetekkel.” Stephen Hunter a Washington Posttól azt írta: „Minden bizonnyal a leggonoszabb szellemű film, amely valaha is a Disney védjegyhez kapcsolódott.” Ellenben Dan Via a Washington Posttól azt írta: „Hayes ügyesen bánik mind a karikatúraszerű poénokkal, mind a karakteres komédiákkal, és a kettő között sikerül igazi megrendítő pillanatokat teremtenie.”
A Metacritic 41 pontot adott a 100-ból 21 vélemény alapján. Kimberley Jones az Austin Chronicles-től azt írta: „Kár, ha A buborék srác körüli vita elvonja az emberek figyelmét arról, hogy milyen okos, felforgató és valóban jószívű filmről van szó.” Claudia Puig a USA Today-től azt írta: „Bár vannak vicces jelenetek, a habos A buborék srác elpárolog anélkül, hogy elegendő igazi nevetéssel szolgálna.” Lisa Alspector a Chicago Readertől azt írta: „Ez a Farrelly testvérek „hommage” megismétli a munkájuk mechanikáját anélkül, hogy visszhangozná annak szellemét vagy összetett hangvételét, és sok szándékos sértés nem tud túllépni a puszta kizsákmányoláson.”

### Bevétel adatai
A Box Office Mojo szerint a film veszteséges volt. A 13 millió dolláros költségvetésből mindössze 5 milliós bevételt könyvelhetett el.